# 투토브 남걀
투토브 남걀(Thutob Namgyal, 1860년 ~ 1914년 2월 11일)은 시킴 왕국의 제9대 군주(재위: 1874년 ~ 1914년 2월 11일)이다. 추드푸드 남걀의 아들, 시드케옹 남걀의 이복형제이자 시드케옹 툴쿠 남걀의 아버지이다.
| 전임 시드케옹 남걀 | 제9대 시킴 왕국의 군주 1874년 ~ 1914년 2월 11일 | 후임 시드케옹 툴쿠 남걀 |